# USA Cycling National Racing Calendar
O USA Cycling National Racing Calendar, também chamado simplesmente NRC, é uma competição ciclista amadora que se disputa nos Estados Unidos. Tanto para ciclistas femininas como masculinos.
Junta numa classificação da grande parte das provas ciclistas que se celebram em território estadounidense, na categoria masculina a maioria delas amador excepto algumas poucas profissionais de categoria .2 (última categoria do profissionalismo). Desde o 2011 fazem parte da classificação todos os ciclistas das equipas que se registam previamente, sempre que cumpram os requisitos oportunos. Estabelece-se um sistema de pontuação em função da posição conseguida na cada prova e a partir daí cria-se a classificação.

## História
Até 2006 puntuaram todas as carreiras profissionais e amadoras, devido a isso destacaram no palmarés masculino corredores contrastados como Chris Horner e Floyd Landis, limitando a partir de 2007 as carreiras profissionais a só algumas de categoria .2 (última categoria do profissionalismo). Também, até 2010 foi uma competição aberta na que puntuáva qualquer equipa e corredor, por isso as equipas de categoria UCI Pro Team e Profissional Continental que participaram em carreiras amadoras o fizeram baixo a permissão da UCI, inclusive algum dos ciclistas pertencentes a essas equipas de categoria superior correu estas carreiras com equipas amadoras. A partir de 2011 introduziu-se o requisito de que só pudessem pontuar equipas e seus corredores de categoria Profissional Continental (que só podem participar nas carreiras profissionais), Continental e amador e que estes estivessem previamente registados com os seus corredores preselecionados (rosters).
Devido à grande quantidade de provas de diverso tipo que pontuávam a partir de 2012 se reduziu o número destas só sendo puntuáveis carreiras de ciclismo de estrada convencional (8 femininas e 7 masculinas), deixando os critériums (carreiras urbanas de pouco kilometraje) para outra competição paralela telefonema National Criterium Calendar.

### Feminina
Quanto à competição feminina esta começou em 1997 e ao ter todas as equipas consideração de semi-profissionais, desde 2005 como a categoria Continental masculina, não tem tido nenhuma limitação à hora de participar. A classificação por equipas começou a disputar-se em 1999. Nesta estão incluídas quase todas as carreiras ciclistas do calendário americano, incluídas as profissionais, prova disso é que está incluída a clássica profissional de categoria 1.1 Liberty Classic. A única não incluída foi a profissional do Exergy Tour 2012 (único ano no que se disputou) catalogada com categoria 2.1.

## Palmarés

### Feminino
| Ano  | Ganhadora          | Segunda           | Terça              | Classificação por equipas     |
| ---- | ------------------ | ----------------- | ------------------ | ----------------------------- |
| 1997 | Susy Pryde         | Kendra Wenzel     | Karen Bliss        | Não se entregou               |
| 1998 | Dede Demet         | Linda Jackson     | Kendra Wenzel      | Não se entregou               |
| 1999 | Anna Wilson        | Jeannie Longo     | Lyne Bessette      | Saturn                        |
| 2000 | Tina Pic           | Diana Ziliute     | Anna Wilson        | Saturn                        |
| 2001 | Lyne Bessette      | Genevieve Jeanson | Petra Rossner      | Saturn                        |
| 2002 | Laura Van Gilder   | Kimberly Bruckner | Judith Arndt       | Saturn                        |
| 2003 | Lyne Bessette      | Tina Pic          | Genevieve Jeanson  | Saturn                        |
| 2004 | Tina Pic           | Lyne Bessette     | Lynn Gaggioli      | Genesis Scuba/FFCC            |
| 2005 | Tina Pic           | Ina Teutenberg    | Christine Thorburn | T-Mobile Professional Cycling |
| 2006 | Tina Pic           | Kristin Armstrong | Laura Van Gilder   | Team Lipton                   |
| 2007 | Laura Van Gilder   | Mara Abbott       | Kristin Armstrong  | Webcor Builders               |
| 2008 | Tina Pic           | Laura Van Gilder  | Anne Samplonius    | Cheerwine                     |
| 2009 | Alison Powers      | Kristin Armstrong | Joanne Kiesanowski | Webcor Builders               |
| 2010 | Catherine Cheatley | Alison Powers     | Mara Abbott        | TIBCO-To The Top              |
| 2011 | Janel Holcomb      | Leah Kirchmann    | Theresa Cliff-Ryan | Colavita-Forno d'Assolo       |
| 2012 | Carmen Small       | Alison Powers     | Jade Wilcoxson     | Optum                         |
| 2013 | Alison Powers      | Claudia Häusler   | Shelley Olds       | TIBCO-To The Top              |
| 2014 | Lauren Stephens    |                   |                    | TIBCO-To The Top              |
| 2015 | Leah Kirchmann     |                   |                    | UnitedHealthcare              |

### Masculino
| Ano  | Ganhador            | Segundo               | Terceiro            | Classificação por equipas                       |
| ---- | ------------------- | --------------------- | ------------------- | ----------------------------------------------- |
| 1999 | Gordon Fraser       | ?                     | ?                   | Mercury                                         |
| 2000 | Gordon Fraser       | ?                     | ?                   | Mercury                                         |
| 2001 | Trent Klasna        | Scott Moninger        | Eric Wohlberg       | Saturn                                          |
| 2002 | Chris Horner        | Danny Pate            | Gordon Fraser       | Mercury                                         |
| 2003 | Chris Horner        | Tom Danielson         | John Lieswyn        | Saturn                                          |
| 2004 | Chris Horner        | Gordon Fraser         | Jonas Carney        | Health Net presented by Maxxis                  |
| 2005 | Scott Moninger      | Mark Mccormack        | Chris Wherry        | Health Net presented by Maxxis                  |
| 2006 | Floyd Landis        | Karl Menzies          | Greg Henderson      | Health Net presented by Maxxis                  |
| 2007 | Rory Sutherland     | Ben Jacques-Maynes    | Christopher Baldwin | Toyota-United                                   |
| 2008 | Rory Sutherland     | Ted King              | Ben Jacques-Maynes  | Health Net presented by Maxxis                  |
| 2009 | Tom Zirbel          | Lucas Sebastián Haedo | Rory Sutherland     | Colavita-Sutter Home presented by Cooking Light |
| 2010 | Luis Romero Amassem | Jonathan Cantwell     | Rory Sutherland     | Fly V Australia                                 |
| 2011 | Francisco Mancebo   | Jake Keough           | Luis Romero Amassem | Bissel                                          |
| 2012 | Francisco Mancebo   | Rory Sutherland       | Tom Zirbel          | Competitive                                     |
| 2013 | Francisco Mancebo   | Joey Rosskopf         | Chade Faça          | Optum-Kelly Benefit Strategies                  |
| 2014 | Travis McCabe       | Tom Zirbel            | Ian Crane           | Optum presented by Kelly Benefit Strategies     |
| 2015 | Michael Woods       |                       |                     | Hincapie                                        |

## Palmarés por países
| País           | Vitórias |
| -------------- | -------- |
| Estados Unidos | 11       |
| Austrália      | 3        |
| Canadá         | 3        |

| País           | Vitórias |
| -------------- | -------- |
| Estados Unidos | 8        |
| Espanha        | 3        |
| Canadá         | 3        |
| Austrália      | 2        |
| Cuba           | 1        |

## Provas

### Provas de 2015
- Redlands Bicycle Classic (masculina amador e feminina amador)
- Joe Martin Stage Race p/b Nature Valley (masculina amador e feminina amador)
- Tour de Gila (masculina profissional e feminina amador)
- Volta a Califórnia feminino (feminina profissional)
- Winston Salem Cycling Classic (masculina profissional e feminina profissional)
- Philadelphia Cycling Classic (masculina profissional e feminina profissional)
- Nature Valley Grand Prix/North Star GP (masculina amador e feminina amador)
- Thompson Bucks County Classic (masculina profissional)

### Outras provas profissionais (desde 2007)
- Tour de Leelanau (masculina e feminina)
- Mt. Hood Cycling Classic (feminina)
- Tour de Utah (masculina e feminina amador)
- Tour de Elk Grove (masculina)
- Tour de Battenkill (masculina)
- Liberty Classic (feminina)